# Kohärente Kontrolle
Kohärente Kontrolle ist eine Form der Quantenkontrolle, die die Welleneigenschaften von Materie benutzt, um die zeitliche Entwicklung eines Quantensystems auf die gewünschte Art und Weise zu steuern.
Typischerweise werden dabei die relativen Phasen zwischen verschiedenen Teilen der Wellenfunktion eines Quantensystems mit Hilfe äußerer elektromagnetischer Felder so beeinflusst, dass konstruktive bzw. destruktive Interferenz der Materiewellen erzeugt wird. Aus welchem Teil des elektromagnetischen Spektrums die Felder stammen, ist nur insofern relevant, als in der Regel resonante Übergänge getrieben werden. Dies kann beispielsweise mit Hilfe von geformten Femtosekundenlaserpulsen, die elektronische Übergänge in Atomen oder Molekülen treiben, geschehen, aber auch mit Mikrowellenpulsen, die Übergänge zwischen Rotationsniveaus in Molekülen treiben oder an supraleitende Qubits koppeln.

## Entwicklung
Das Forschungsfeld der kohärenten Kontrolle entwickelte sich ab Mitte der 1980er Jahre im Bereich der physikalischen Chemie, als Möglichkeiten zur Steuerung chemischer Reaktionen gesucht wurden, zunächst über eine Reihe von theoretischen Vorschlägen. Erste experimentelle Realisierungen dieser Vorschläge erfolgten in den 1990er Jahren mittels des elektrischen Feldes von Femtosekundenlasern, die in ihrer Amplitude, Phase und auch Polarisation gezielt beeinflusst werden können.
Mittlerweile finden Ideen der kohärenten Kontrolle in zahlreichen Gebieten der Physik, z. B. Festkörperphysik oder Quanteninformation, Anwendung.

## Kohärente Kontrolle als zeitabhängiger Prozess
In Anregungs-Abfrage-Experimenten erzeugt ein erster elektrischer Feld-Puls ein Wellenpaket. Das sich zeitlich verändernde Wellenpaket wird durch einen zweiten, mit einer zeitlichen Verzögerung eingestrahlten Puls spektroskopisch abgefragt. Dabei ist die Dauer der zeitlichen Verzögerung proportional zur relativen Phase der durch den ersten und zweiten Puls erzeugten Wellenpakete. Zum Einsatz kommt diese Technik insbesondere in der Photoelektronenspektroskopie.

## Kohärente Kontrolle als Interferenz zwischen „Quantenpfaden“
Wenn der Übergang von einem in einen anderen quantenmechanischen Zustand über zwei verschiedene Anregungsmöglichkeiten, z. B. durch die Absorption von einem bzw. drei Photonen, erfolgt, dann ist die Besetzung des Zielzustands abhängig von der relativen Phase der elektrischen Felder, die den Übergang treiben.

## Weitere Formen kohärenter Kontrolle
Eine weitere Möglichkeit, die Zeitentwicklung eines Quantensystems durch Phasenmanipulation zu steuern, liefert die sogenannte STIRAP-Methode (STIRAP=
Stimulated Raman adiabatic passage) bzw. allgemeiner die dynamische Erzeugung von Dunkelzuständen mit Hilfe von Interferenz.